# Голден (пляжный футбольный клуб)
«Голден» («Golden») — пляжный футбольный клуб из Санкт-Петербурга. Бронзовый призёр чемпионата России 2010 года.

## История
Команда «Golden Dolls» была образована в 2006 году. Спонсором и игроком команды был владелец одноимённого ночного клуба. В 2008 году «Golden Dolls» дебютировала в чемпионате России. Клуб занял последнее место в группе «А», проиграв все три матча, и не попал в плей-офф. В квалификационном этапе финального турнира следующего чемпионата России «Golden Dolls» также уступили во всех трёх матчах группового турнира. В квалификационном этапе чемпионата России 2010 года клуб «Golden» занял первое место в группе «B». Победив в группе «А» основного этапа, команда проиграла в полуфинале плей-офф московскому «Локомотиву» и в матче за третье место обыграла «Дельту» Саратов. С 2011 года команда играла в городских соревнованиях. Последний турнир по данным сайта beachsoccer.ru — чемпионат Санкт-Петербурга в закрытых помещениях 2013/14.
Команду содержали Артём Закиматов и Олег Бринкен. Совместно с Евгением Ковалёвым ими была открыта детская школа пляжного футбола «Голден».